# Thamnostylum nigricans
Thamnostylum nigricans är en svampart som först beskrevs av Philippe Édouard van Tieghem, och fick sitt nu gällande namn av Benny & R.K. Benj. 1975. Thamnostylum nigricans ingår i släktet Thamnostylum och familjen Syncephalastraceae.   Inga underarter finns listade i Catalogue of Life.